# Chloe Logarzo
Chloe Logarzo (Sydney, 22 dicembre 1994) è una calciatrice australiana, centrocampista del Western Utd e della nazionale australiana.

## Biografia
Nata a Sydney, è di origine italiana da parte di padre e scozzese e da padre di madre. E' apertamente lesbica e dal 2020 intrattiene una relazione sentimentale con la calciatrice McKenzie Berryhill.

## Palmarès

### Competizioni nazionali
- Campionato australiano: 2

Sydney FC: 2012-2013, 2018-2019

### Nazionale
- Tournament of Nations: 1

2017

### Individuali
- W-League Rookie of the Year: 1

2014